# Domènec Martí i Gofau
Domènec Martí i Gonfau (Mataró, 1838 - Barcelona, 1900) fou un advocat, financer i polític català, breument batlle de Barcelona de novembre de 1892 a gener de 1893.
Era sogre del magistrat Ernest Castellar i Serra. Era membre de la Societat Econòmica Barcelonesa d'Amics del País i fou president de la Secció de Ciències Morals i Polítiques de l'Ateneu Barcelonès. Políticament fou membre de la Junta del Círculo Conservador Liberal de Barcelona des de 1889. Amb aquest partit fou escollit regidor del districte de Concepció a les eleccions municipals de 1891, i fou alcalde de Barcelona durant a penes tres mesos des de novembre de 1892.